# Observatorio de la Alta Provenza
El Observatorio de la Alta Provenza (en francés: Observatoire de Haute-Provence, OHP) fue creado en 1937 como un centro nacional para astrónomos franceses. Las observaciones astronómicas se iniciaron en 1943 con el telescopio de 1,20 m, y los primeros trabajos de investigación basados en las observaciones realizadas en el observatorio se publicaron en 1944. Los observadores extranjeros utilizaron por primera vez el observatorio en 1949, cuando Geoffrey y Margaret Burbidge lo visitaron.
El observatorio está emplazado en el sureste de Francia, a unos 90 km al este de Aviñón y a 100 km al norte de Marsella. Se encuentra a una altitud de unos 650 m, en una meseta próxima a la localidad de Saint-Michel-l'Observatoire en el departamento de Alpes de Alta Provenza.
El sitio fue elegido para un observatorio, debido a sus condiciones de observación, generalmente muy favorables. En promedio, el 60% de las noches son adecuados para la observación astronómica, siendo las mejores estaciones el verano y el otoño. Cerca de 170 noches por año, en promedio, son completamente sin nubes. El seeing es por lo general de alrededor de 2", pero puede llegar a 1" o menos en algunas ocasiones. El seeing se degrada en gran medida, a veces hasta más de 10", cuando el frío viento mistral sopla desde el noroeste. Este fenómeno se produce alrededor de 45 días por año en promedio, sobre todo durante el invierno. A continuación de un mistral suele llegar el buen tiempo. En promedio, la absorción atmosférica en el OHP es aproximadamente el doble de la observada en el Observatorio Europeo del Sur (ESO) en La Silla (Chile).